# J. Lee Rankin

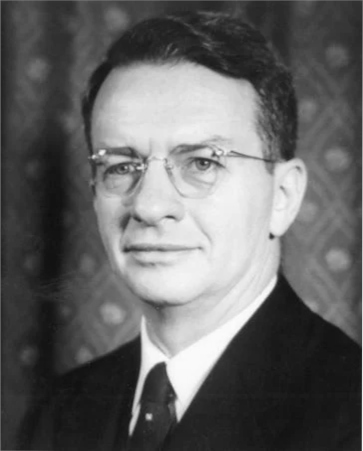
J. Lee Rankin

James Lee Rankin (* 7. Juli 1907 in Hartington, Cedar County, Nebraska; † 28. Juni 1996 in Santa Cruz, Kalifornien) war ein US-amerikanischer Jurist, Hochschullehrer und United States Solicitor General.

## Leben
Nach dem Besuch der High School von Lincoln studierte er zwischen 1924 und 1928 an der University of Nebraska und erwarb dort einen Bachelor of Arts (B.A.). Ein anschließendes Postgraduiertenstudium der Rechtswissenschaften an der Law School der University of Nebraska beendete er 1930. Nach seiner Zulassung als Rechtsanwalt in Nebraska war er zunächst als Anwalt in der Kanzlei Beghtol & Foe tätig und danach zwischen 1935 und 1953 Partner der Anwaltskanzlei Beghtol & Rankin.
1953 wurde Rankin, der Mitglied der Republikanischen Partei war, Mitarbeiter im Justizministerium der Vereinigten Staaten und war als Assistent des United States Attorney General (Assistant Attorney General) Leiter des Büros für Rechtsberatung (Office of Legal Counsel). Im August 1956 wurde er von US-Präsident Dwight D. Eisenhower zum Solicitor General ernannt und nahm damit bis zum Ende von Eisenhowers Präsidentschaft im Januar 1961 den dritten Rang im US-Justizministerium ein.
Im Anschluss war er als Hochschullehrer für US-amerikanisches Verfassungsrecht an der Law School der New York University tätig.
Nach dem Attentat auf John F. Kennedy wurde J. Lee Rankin 1963 zum Chefberater in die Warren-Kommission berufen und gehörte dieser bis zur Vorlage des Abschlussberichts im September 1964 an. Zuletzt war er zwischen 1966 und 1972 Rechtsberater für Körperschaften (Corporation) von New York City.